# Pavetta bangweensis
Espèce
Pavetta bangweensis Bremek. est une espèce d'arbrisseaux de la famille des Rubiaceae et du genre Pavetta, endémique du Cameroun.

## Étymologie
Son épithète spécifique bangweensis fait référence à la localité de Bangwe, dans la Région du Sud-Ouest où elle a été découverte par Gustav Conrau.